# Gilles Bibeau (linguiste)
Pour les articles homonymes, voir Gilles Bibeau et Bibeau.
Gilles Bibeau  est un linguiste québécois, né en 1934 à Montréal, mort le 21 novembre 2011 à Boucherville.

## Biographie
Enseignant au secondaire de 1956 à 1963, professeur au Département de linguistique de l'Université de Montréal de 1964 à 1973, il était professeur titulaire à la Faculté des sciences de l'éducation de l'Université de Montréal de 1974 à sa retraite.
Diplômé de l'Université de Montréal, de l'École Normale Supérieure de Saint-Cloud, de l'université de Grenoble, il a obtenu un Doctorat de 3e cycle en linguistique de l'université d'Aix-Marseille.
Ses domaines de recherches scientifiques incluent notamment le français québécois, la phonologie, la communication, la didactique des langues (maternelle et secondes), l'aménagement linguistique, le bilinguisme et l'éducation bilingue. Il a publié et édité de nombreux ouvrages et articles, a été rédacteur en chef de la section « Langue et Société » de la revue Québec français, dirigé une évaluation nationale du Bureau des langues de la fonction publique canadienne, et organisé plusieurs colloques et congrès.
En 1985, il recevait le prix Whitworth de l'Association canadienne d'éducation en « reconnaissance de son importante contribution à la recherche en éducation ».

## Travaux et publications
- Bibeau, Gilles, dir., 1964. Enquêtes orales effectuées dans cinq quartiers de Montréal (Outremont, Notre-Dame de Grâce, Saint-Henri, Ahunstic, quartier Centre-Sud). Corpus non publié, en dépôt au Trésor de la langue française au Québec, Université Laval, Québec.
- Bibeau, Gilles, 1966. « Nos enfants parleront-ils français? » Montréal: Éditions Actualité.
- Bibeau, Gilles, 1975. Introduction à la phonologie générative du français. Paris et Montréal: Didier..
- Bibeau, Gilles, dir., 1976. Rapport de l'étude indépendante sur les programmes de formation linguistique de la fonction publique du Canada. Ottawa: Conseil du Trésor du Canada, volumes 1-12, 2795 pages.
- Bibeau, Gilles, 1982. L'éducation bilingue en Amérique du Nord. Montréal: Guérin éditeur.
- Bibeau, Gilles, 1983. « Ferdinand de Saussure », Québec français. no 50, 1983, p. 94-95.
- Bibeau, Gilles, dir., 1984. L'éducation et le français au Québec. Conseil de la langue française, Actes du Congrès Langue et Société au Québec, 1982.
- Bibeau, Gilles, 1990. « Le français québécois: évolution et état présent. » In: Langue et identité: le français et les francophones d'Amérique du Nord, dir. Noël Lynn Corbett, p. 11-18. Québec: Presses de l'Université Laval.
- Bibeau, Gilles, C. Lessard, M.-C. Paret & M. Thérien). L'enseignement du français, langue maternelle : perceptions et attentes. Québec: Conseil de la langue française.
- Bibeau, Gilles, 2000. « L'ADQ pour que l'État impose plus d'anglais dès la première année du primaire, qu'en dit un linguiste? » Pour une école libre au Québec, 14 novembre 2010.
- Bibeau, Gilles & Claude Germain, 1983. « La norme dans l'enseignement de la langue seconde. » In: La norme linguistique: textes colligés et présentés par Édith Bédard & Jacques Maurais, chap. 19, p. 511-527. Québec: Conseil de la langue française.
- Amyot, Michel & Gilles Bibeau, dir., 1984. Le statut culturel du français au Québec. Québec: Conseil de la langue française, Actes du congrès Langue et société au Québec,
- Ricard, Yolande, 1990. « Gilles Bibeau : ouverture(s) sur le langage. » Québec français, no 78, 1990, p. 84-86.